# Cantiere Navale Visentini
Il Cantiere Navale Visentini s.r.l. con sede e stabilimento a Porto Viro, nella frazione di Donada in provincia di Rovigo, è un cantiere specializzato nella costruzione in serie di una tipologia di grandi navi-traghetto tipo Ro-Pax utilizzata sia nel Mediterraneo che nei mari del Nord Europa, da diverse compagnie marittime. Dalla fondazione nel 1964 hanno costruito 230 navi.

## Costruzioni
| Nome attuale              | Armatore/Operatore                | Tipo nave              | Nº di costruzione scafo | Anno di costruzione | Note                                          |
| ------------------------- | --------------------------------- | ---------------------- | ----------------------- | ------------------- | --------------------------------------------- |
| Sottomarina               | Tiozzo Mare                       | Carico                 |                         | 1964                |                                               |
| Archon                    | Alpha Petrelefsis Vi Maritime     | Carico                 | 58                      | 1970                |                                               |
| Santa Giulia              | Petrolmar S.p.A.                  | Petroliera             |                         | 1972                |                                               |
| RP 101/112                | Marina Militare                   | Rimorchiatore Portuale |                         | 1972/1974           |                                               |
| Sara D                    | Delcomar                          | Bidirezionale          |                         | 1974                |                                               |
| Comet                     | Rich Marine Services              | Rimorchiatore          |                         | 1974                |                                               |
| Atlante (A5317)           | Marina Militare                   | Rimorchiatore          |                         | 1975                |                                               |
| Prometeo (A5318)          | Marina Militare                   | Rimorchiatore          |                         | 1975                |                                               |
| Fortore                   | Impresa Cidonio S.P.A.            | Gru galleggiante       |                         | 1976                |                                               |
| Naxos Express             | Lester Shipping SA                | Carico                 | 102                     | 1976                |                                               |
| Betonleader               | Levra NV                          | Carico                 | 103                     | 1977                |                                               |
| Alexander                 | De Jesus Shipping                 | Portacontainer         |                         | 1977                |                                               |
| Karamara                  | Emirates Coasts Shipping          | Carico                 |                         | 1978                |                                               |
| Ulisse                    | Meridiano Lines S.p.A             | Bidirezionale          | 135                     | 1978                | vedi Classe Ulisse                            |
| Bridge                    | Navigazione Generale Italiana     | Bidirezionale          |                         | 1979                | vedi Classe Ulisse                            |
| Ajman Maya                | Ajman Shipping & Trading          | Carico                 | 139                     | 1981                |                                               |
| Villa San Giovanni        | Caronte & Tourist                 | Bidirezionale          | 141                     | 1981                | vedi Classe Ulisse                            |
| Nasser                    | Baja Ferries                      | Ro-Ro                  | 144                     | 1981                |                                               |
| Rijeka                    | Losinjska Plovidba                | Ro-Ro                  | 149                     | 1984                |                                               |
| Giano                     | Caronte & Tourist                 | Bidirezionale          | 150                     | 1984                | vedi Classe Ulisse                            |
| Stretto Messina           | Caronte & Tourist                 | Bidirezionale          |                         | 1987                | vedi Classe Ulisse                            |
| Cap Camarat               | Cma Cgm                           | Ro-Ro                  | 152                     | 1987                |                                               |
| Archimede                 | Caronte & Tourist                 | Bidirezionale          | 156                     | 1988                | vedi Classe Ulisse                            |
| Island Express            | Tualo Shipping                    | Ro-Ro                  | 157                     | 1989                | già Robur                                     |
| Indigo 1                  |                                   | Ro-Ro                  | 158                     | 1990                | già Maior                                     |
| Seaboard Sun              | Seaboard Marine                   | Ro-Ro                  | 161                     | 1991                |                                               |
| Galaxy F                  |                                   | Ro-Ro                  | 162                     | 1992                | già Altinia                                   |
| Silver Cloud (solo scafo) | Silversea Cruises                 | Nave da crociera       |                         | 1993                |                                               |
| Silver Wind (solo scafo)  | Silversea Cruises                 | Nave da crociera       |                         | 1993                |                                               |
| AF Marina                 | Adria Ferries                     | Ro-Pax                 | 163                     | 1994                | già Toscana                                   |
| Cenk G                    |                                   | Ro-Ro                  | 164                     | 1995                | già Euroferry Malta                           |
| Giuseppe Franza           | Caronte & Tourist                 | Bidirezionale          | 165                     | 1993                | vedi Classe Ulisse                            |
| Zancle                    | Caronte & Tourist                 | Bidirezionale          | 166                     | 1993                | vedi Classe Ulisse                            |
| Napoli                    |                                   | Ro-Ro                  | 167                     | 1995                | già Eurocargo Napoli                          |
| Mont Ventroux             | Sudcargo                          | Ro-Ro                  | 170                     | 1996                |                                               |
| Ark Futura                | DFDS Seaways                      | Ro-Ro                  | 179                     | 1996                |                                               |
| Strait Feronia            | Straitnz Ferry                    | Ro-Pax                 | 180                     | 1997                |                                               |
| Pelagos Express           | UME                               | Ro-Pax                 | 182                     | 1997                |                                               |
| Eurocargo Salerno         | Grimaldi Lines                    | Ro-Ro                  | 183                     | 1998                |                                               |
| Merna 2                   | Merna Shipping                    | Ro-Ro                  | 184                     | 1998                | già Eurocargo Istanbul                        |
| Optima Seaways            | DFDS Seaways                      | Ro-Pax                 | 185                     | 1999                |                                               |
| RSC CARIBE                |                                   | Ro-Ro                  | 186                     | 1999                | Già Eurocargo Valencia                        |
| Metamauco                 | ACTV                              | Motozattera            | 189                     | 1998                |                                               |
| S.Nicolò                  | ACTV                              | Motozattera            | 190                     | 1998                |                                               |
| Napoles                   | Baleària                          | Ro-Pax                 | 193                     | 2002                |                                               |
| Sicilia                   | Baleària                          | Ro-Pax                 | 194                     | 2002                |                                               |
| AF Claudia                | Adria Ferries                     | Ro-Pax                 | 195                     | 2001                |                                               |
| Kerry                     | Stena Line                        | Ro-Pax                 | 196                     | 2001                | già Cartour, Stena Egeria e AF Michela        |
| Sorrento                  |                                   | Ro-Pax                 | 197                     | 2003                | Demolita nel 2016                             |
| Catania                   | Grimaldi Lines                    | Ro-Pax                 | 200                     | 2003                |                                               |
| Florencia                 | Grimaldi Lines                    | Ro-Pax                 | 209                     | 2004                | già Golfo Aranci                              |
| Venezia                   | Grimaldi Lines                    | Ro-Pax                 | 210                     | 2004                | già Golfo degli Angeli e Maria Grazia On      |
| Stena Scandica            | Stena Line                        | Ro-Pax                 | 212                     | 2005                | già Stena Lagan                               |
| Stena Baltica             | Stena Line                        | Ro-Pax                 | 213                     | 2005                | già Stena Mersey                              |
| Stena Horizon             | Stena Line                        | Ro-Pax                 | 214                     | 2006                |                                               |
| Corfù                     | Grimaldi Lines                    | Ro-Pax                 | 215                     | 2006                | già Cartour Gamma                             |
| Connemara                 | Straitnz Ferry                    | Ro-Pax                 | 216                     | 2007                |                                               |
| Ciudad de Palma           | Trasmed Grimaldi Logistics Spagna | Ro-Pax                 | 218                     | 2007                | già Borja Dos, T Rex Uno e Dimonios           |
| Stena Flavia              | Stena Line                        | Ro-Pax                 | 219                     | 2008                |                                               |
| Livia                     | Stena Line                        | Ro-Pax                 | 220                     | 2008                | già Etretat e Stena Livia                     |
| GNV Sealand               | Grandi Navi Veloci                | Ro-Pax                 | 221                     | 2009                | già Scottish Viking                           |
| Norman Atlantic           |                                   | Ro-Pax                 | 222                     | 2009                | già Akeman Street e Scintu; demolita nel 2019 |
| Hedy Lamarr               | Baleària                          | Ro-Pax                 | 223                     | 2010                |                                               |
| Cartour Delta             | Caronte & Tourist                 | Ro-Pax                 | 227                     | 2011                |                                               |
| Epsilon                   | Unity Line                        | Ro-Pax                 | 228                     | 2011                |                                               |
| Grendi Futura             | Gruppo Grendi                     | Ro-Ro                  | 226                     | 2014                | già Wedellsborg                               |
| Stena Forwarder           | Stena Line                        | Ro-Ro                  | 231                     | 2016                | già Frijsenborg                               |
| Grendi Star               | Gruppo Grendi                     | Ro-Ro                  | 232                     | 2017                | già ML Freyja                                 |
| Hypatia de Alejandría     | Baleària                          | Ro-Pax                 | 224                     | 2019                |                                               |
| Marie Curie               | Baleària                          | Ro-Pax                 | 225                     | 2019                |                                               |
| Ciudad de Valencia        | Trasmediterránea                  | Ro-Pax                 | 229                     | 2020                |                                               |
| GNV Bridge                | Grandi Navi Veloci                | Ro-Pax                 | 230                     | 2021                |                                               |
| A Galeotta                | Corsica Linea                     | Ro-Pax                 | 238                     | 2022                |                                               |
| Varsovia                  | Polferries                        | Ro-Pax                 | 237                     | 2024                |                                               |
| South Enabler             | Mann Lines Ro.Ro                  | Ro-Pax                 | 236                     | 2025                |                                               |

## Galleria d'immagini

Alcune costruzioni realizzate dal cantiere
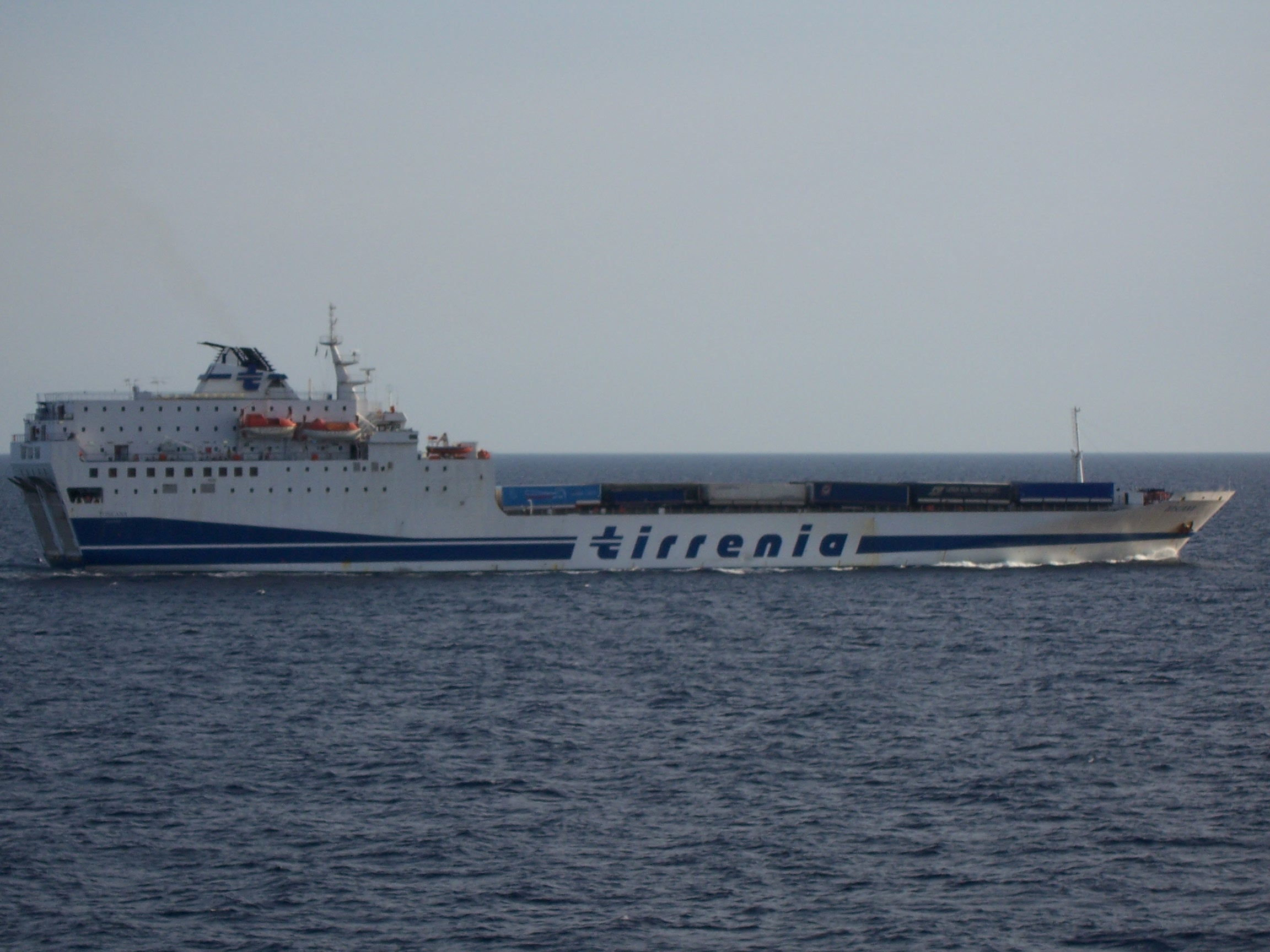
Il traghetto Toscana in navigazione verso Cagliari
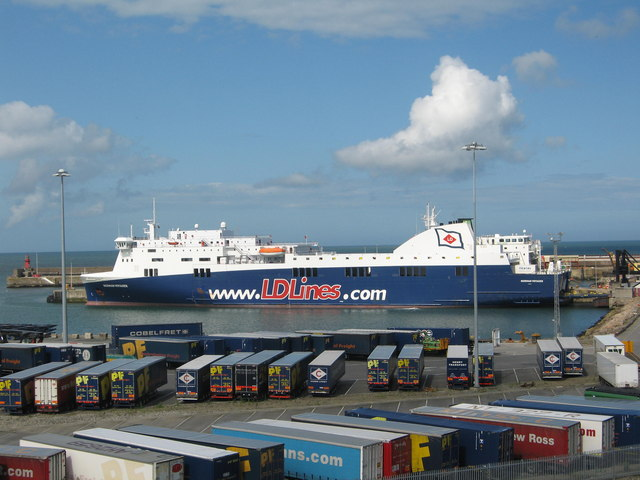
Traghetto Norman Voyager nel porto di Rosslare
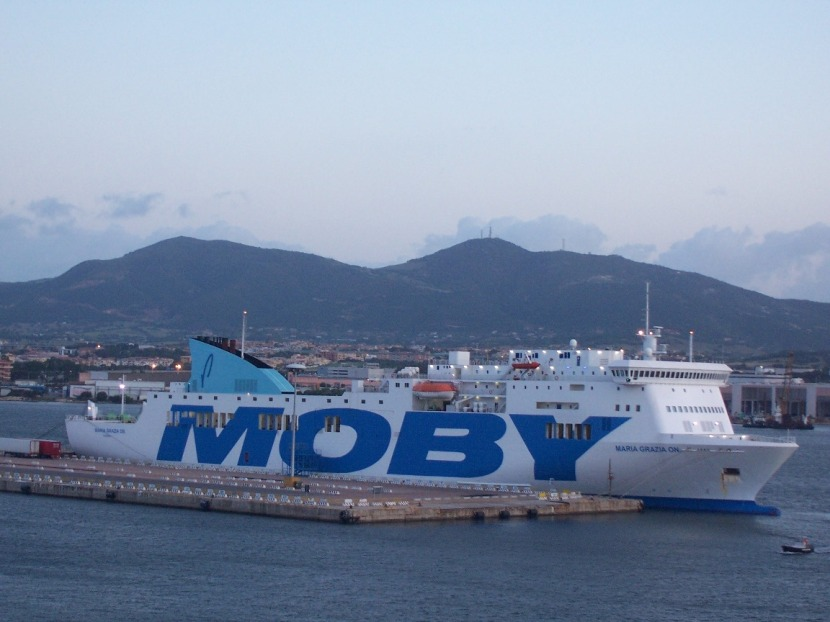
Traghetto Maria Grazia On a Olbia
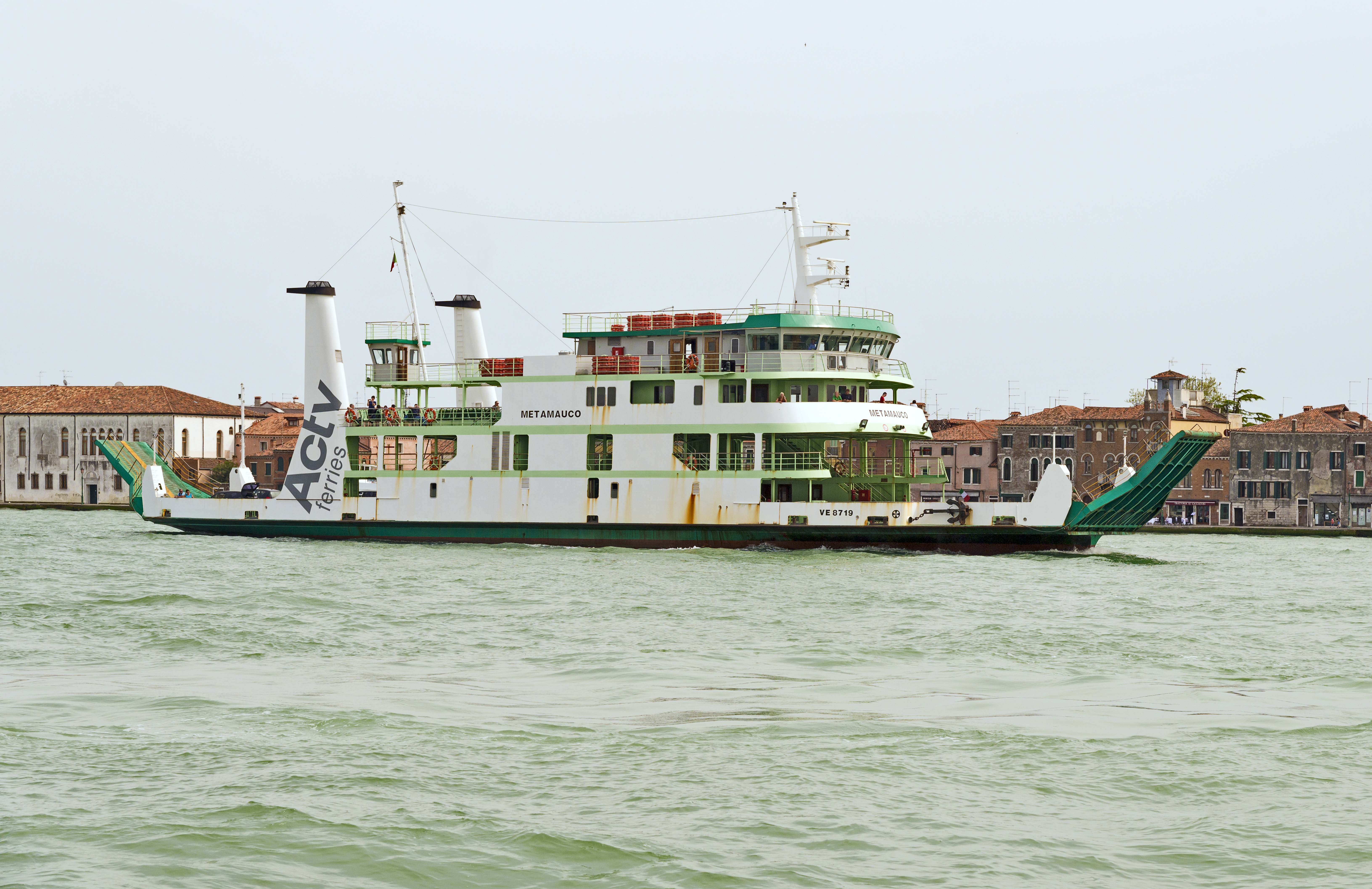
Motozattera Metamauco della ACTV in Canale della Giudecca